# Бригада «Ветераны»
60-я добровольческая разведывательная штурмовая бригада «Ветераны» (п/п № 71474) — тактическое соединение Вооружённых сил России. Формально входит в состав Добровольческого корпуса.

## История
Соединение ведёт историю с 2022 года, когда был создан 60-й отдельный мотострелковый специальный батальон «Ветераны» (60 омсб). Батальон имел в составе разведывательную роту и 4 штурмовые роты:
- разведрота «Ветераны ВДВ и морской пехоты»,
- рота «Пятнашка»,
- казачья рота имени Туранова,
- рота имени «Мамая» (рота имени Алана Мамиева),
- рота «Оплот ЗП» (Захар Прилепин)[1].

В 2023 году батальон стал штурмовой бригадой за счёт притока добровольцев.
Родственники мобилизованных утверждали, что бригада «Ветераны» выкупала мобилизованных россиян по 25 тысяч рублей за человека для участия в штурмах подобно ЧВК «Вагнер» ранее.
По итогам боёв за Авдеевку добровольческой бригаде «Ветераны» объявлена благодарность Верховного главнокомандующего Вооружёнными силами в поздравительной телеграмме генерал-полковнику А. Н. Мордвичёву от 17 февраля 2024 года.
Бригада участвовала в боях в Курской области в 2024—2025 гг..